# Elden Campbell
Elden Campbell é um jogador de basquete norte-americano que foi campeão da Temporada da NBA de 2003-04 jogando pelo Detroit Pistons.